# Де Гендт, Айме
Айме Де Гендт (нидерл. Aimé De Gendt; род. 17 июня 1994 в Алсте, Бельгия) — бельгийский профессиональный шоссейный велогонщик, выступающий за проконтинентальную команду «Intermarché-Wanty-Gobert Matériaux».

## Карьера
Айме де Гендт начал свою велосипедную карьеру прежде всего с успехов на треке: он несколько раз становился чемпионом Бельгии среди юниоров в различных дисциплинах. В 2013 году стал чемпионом Бельгии на треке в командной гонке преследования с Отто Вергарде, Йонасом Риккартом и Тишом Бенотом.
В 2012 году Де Гендт стал чемпионом Бельгии в индивидуальной гонке среди юниоров, опередив Дриса Ван Гестеля и Тиша Бенота на самые близкие почетные места. Три года спустя занял третье на чемпионате Бельгии в индивидуальной гонке U23 уступив Рубену Полсу и Натану Ван Хойдонку
В 2016 году стал профессионалом, заключив контракт с проконтинентальной командой Topsport Vlaanderen-Baloise. Его дебютной гонкой за команду стала гонка Этуаль де Бессеж. В том же году он выиграл горную классификацию на Туре Дании и финишировал пятнадцатым на Париж — Бурж. 
В 2019 году перешёл в команду Wanty-Groupe Gobert. В её составе принял участие на гранд-туре Тур де Франс, по итогам которой занял 136 место в общем зачёте. Во время одиннадцатого этапа Тура между Альби и Тулузой он участвовал в отрыве вместе с Лилианом Кальмежаном, Антони Пересом и Стефаном Россетто и был признан самом агрессивным гонщиком этапа. После финиша этапа Россетто яростно рассердился на него, назвав его «англ. ratagas» и возложив на него ответственность за провал отрыва. Когда Де Гендта спросили об этих заявлениях, бельгиец ответил, что он выполнил свою долю работы и что он был просто сильнее, когда атаковал.

## Достижения
2015
3-й  Чемпионат Бельгии — индивидуальная гонка U23
3-й Тур Берлина
2016
1-й  Горная классификация Тур Дании
2017
1-й  Бойцовская классификация Тур Омана
8-й Круг Гечо
2018
4-й Гран-при Импанис–Ван Петегем
8-й Гран-при Хорсенса
2019
1-й Antwerp Port Epic
2-й Ле-Самен
6-й Четыре дня Дюнкерка
6-й Париж — Тур
9-й Тур Бельгии
10-й Гран-при Валлонии
10-й Гран-при Марсельезы
 самый агрессивный гонщик на 11-м этапе Тур де Франс
2020
2-й Ле-Самен
3-й Тур Люксембурга
4-й Бретань Классик

## Статистика выступлений

### Гранд-туры
| Гонка           | 2019 |
| --------------- | ---- |
| Джиро д'Италия  | —    |
| Тур де Франс    | 136  |
| Вуэльта Испании | —    |